# 成都老官山漢墓
成都老官山漢墓是位於中華人民共和國四川省成都市天回镇老官山的西汉时期墓葬，為4座土坑木椁墓，該墓葬於2012年7月至2013年8月發掘。墓主人下葬後不久墓葬就曾遭人盜掘。
成都老官山汉墓出土文物共计620余件，包括漆器240余件、陶器130余件、木器140余件、铜器100件。此外還出土包括4座织机模型、人体经穴髹漆人像、920支医简和木牍50枚。4座织机模型是中華人民共和國首次出土斜织机实物模型，也是世界上最早最完整的织机模型。人体经穴髹漆人像同樣為中華人民共和國发现最早、最完整的经穴人体医学模型。木牍50枚为官府文书和巫术內容。医简部分有學者認為是失传的中医扁鹊学派经典文籍，但這一論點尚有争议。
老官山汉墓的4座墓葬共有6位遺骸。其中M1墓葬的遺骸為1男1女，男子身高约169.91厘米，男子死亡年龄大致在45岁，女子身高约160.22厘米，死亡年龄大致在40岁。M1墓中出土的漆器上有“景氏”铭文，四川大学考古系学者原海兵認為該名男子可能來自於楚國景氏。M2墓葬為女性遺骸，死亡年齡在45至50岁。

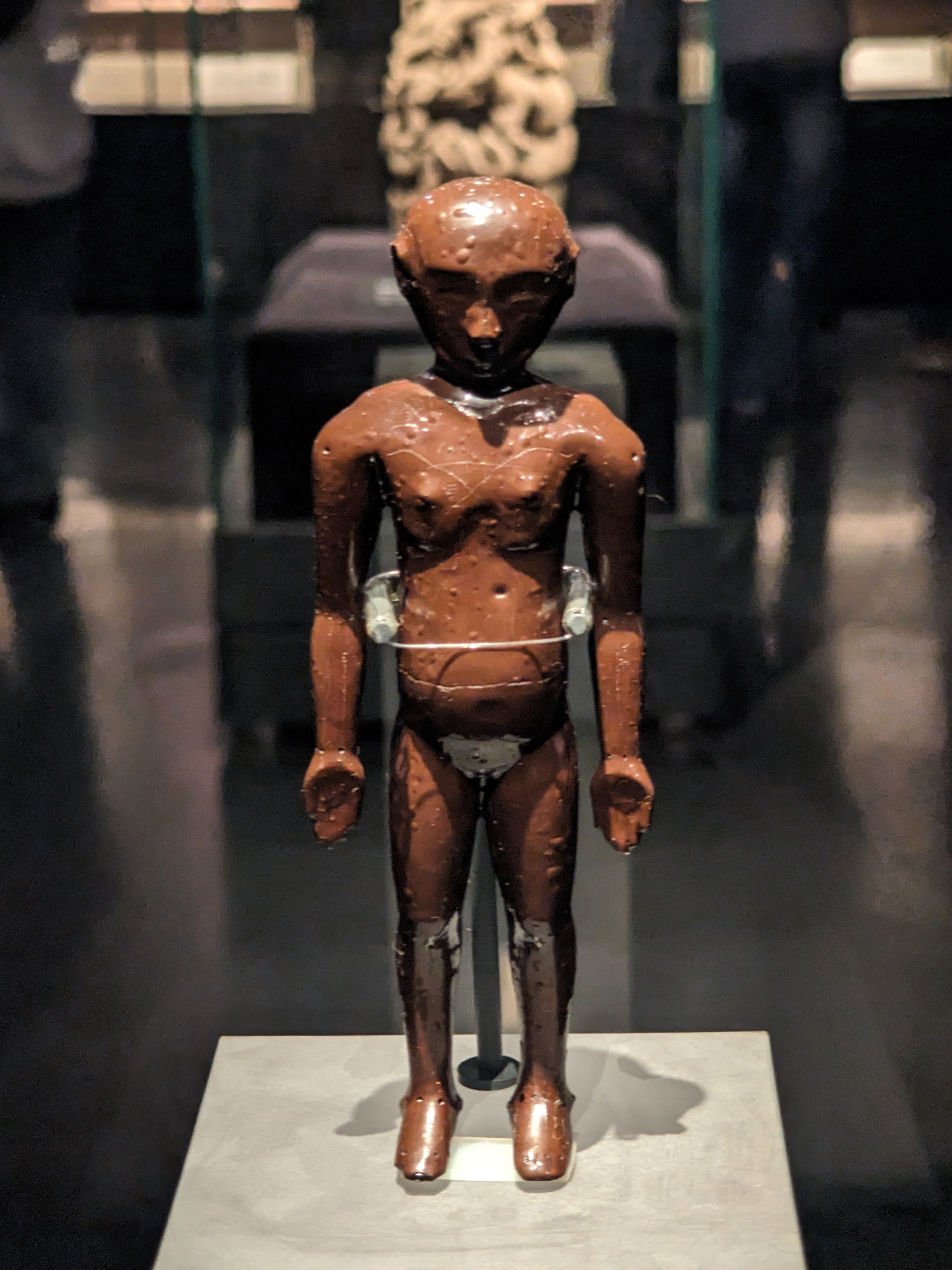
经穴漆人，成都博物馆藏
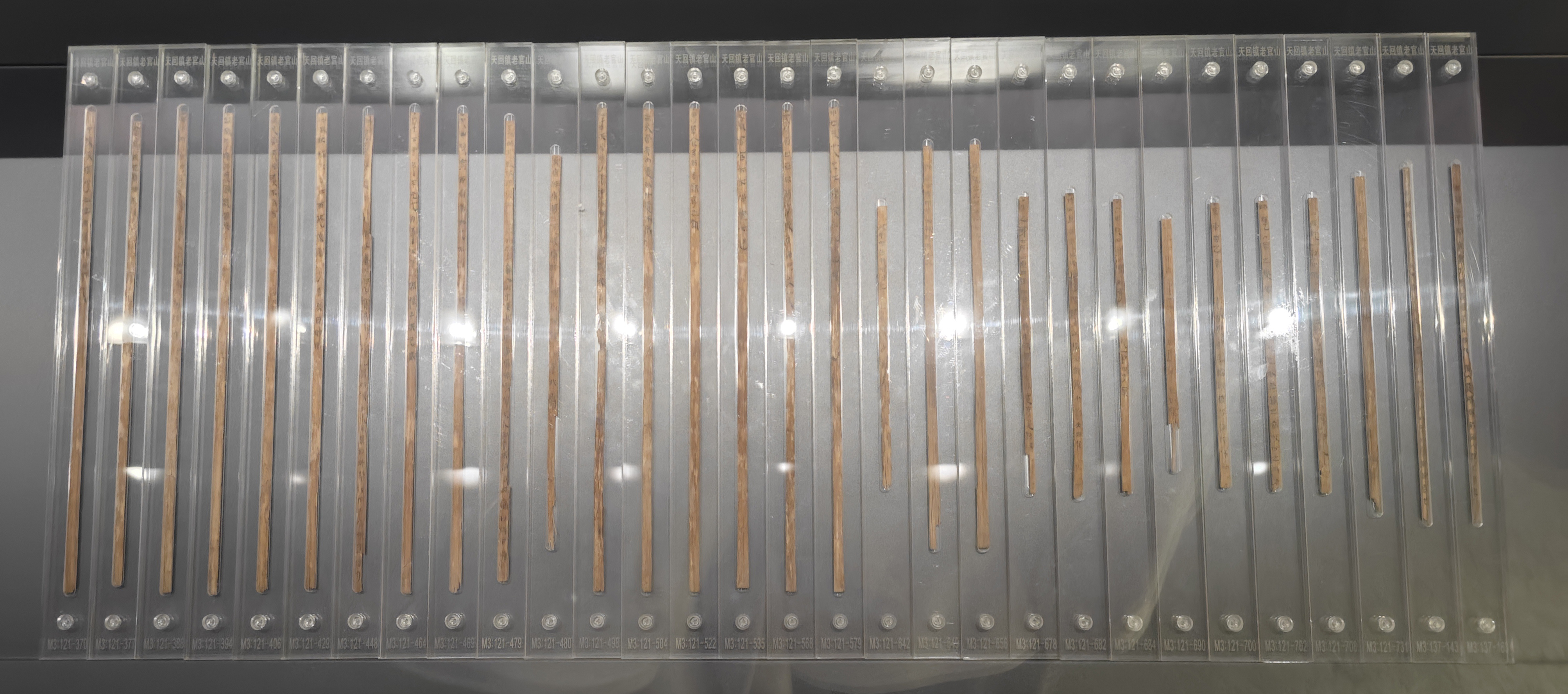
医简，成都考古中心藏
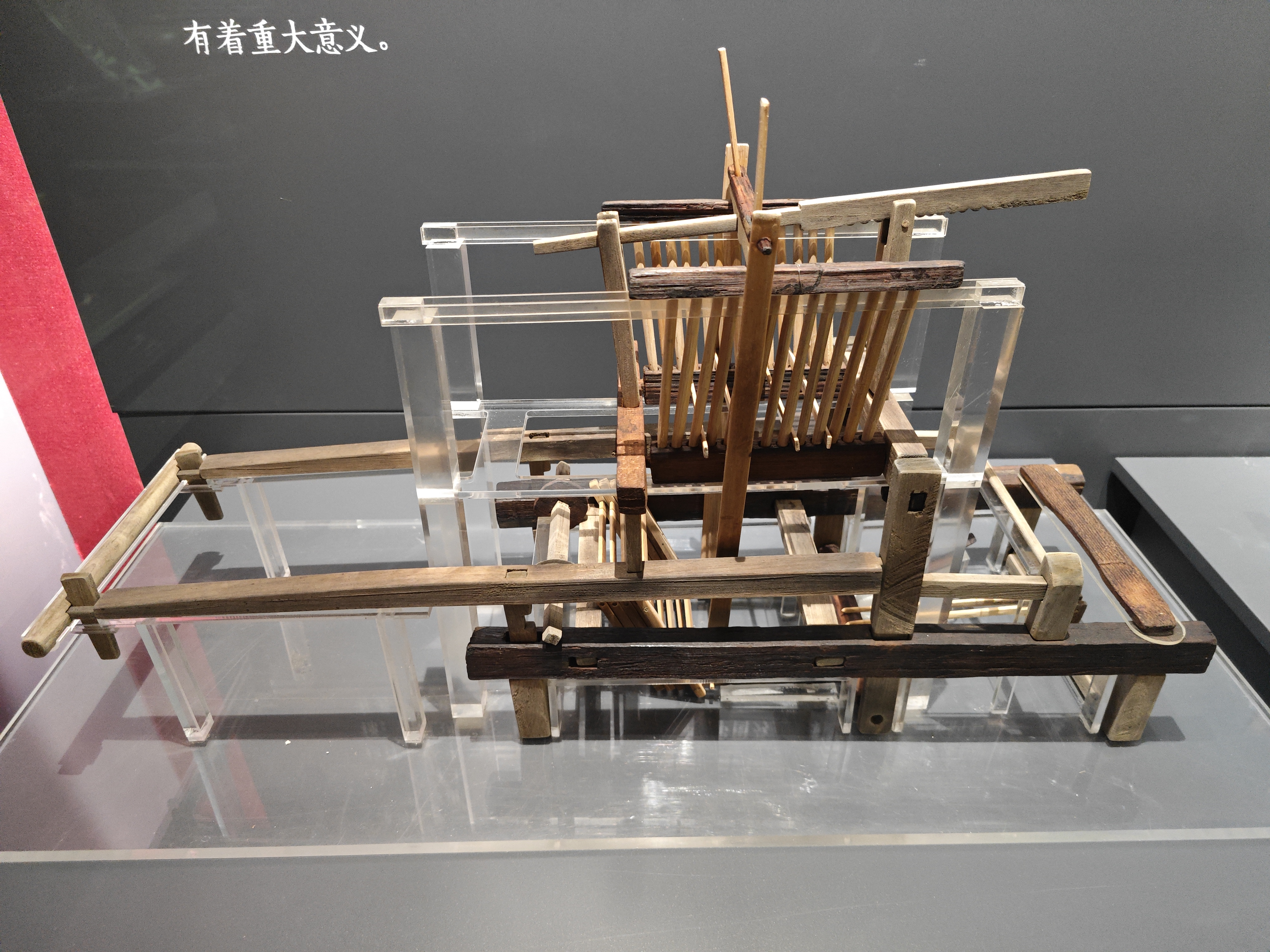
织机模型，成都考古中心藏
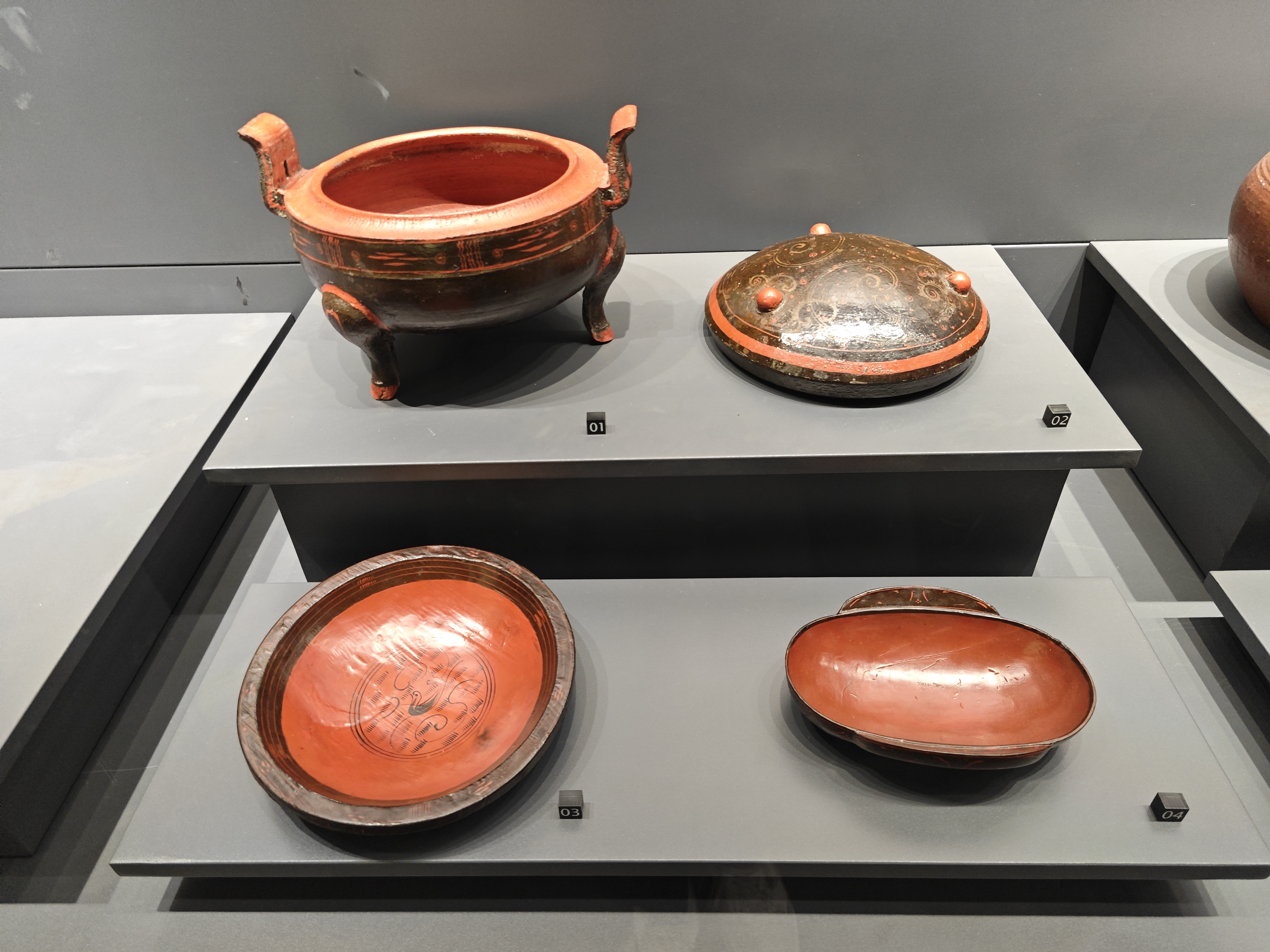
漆陶鼎、漆陶盖、漆圆盘、漆耳杯，成都考古中心藏
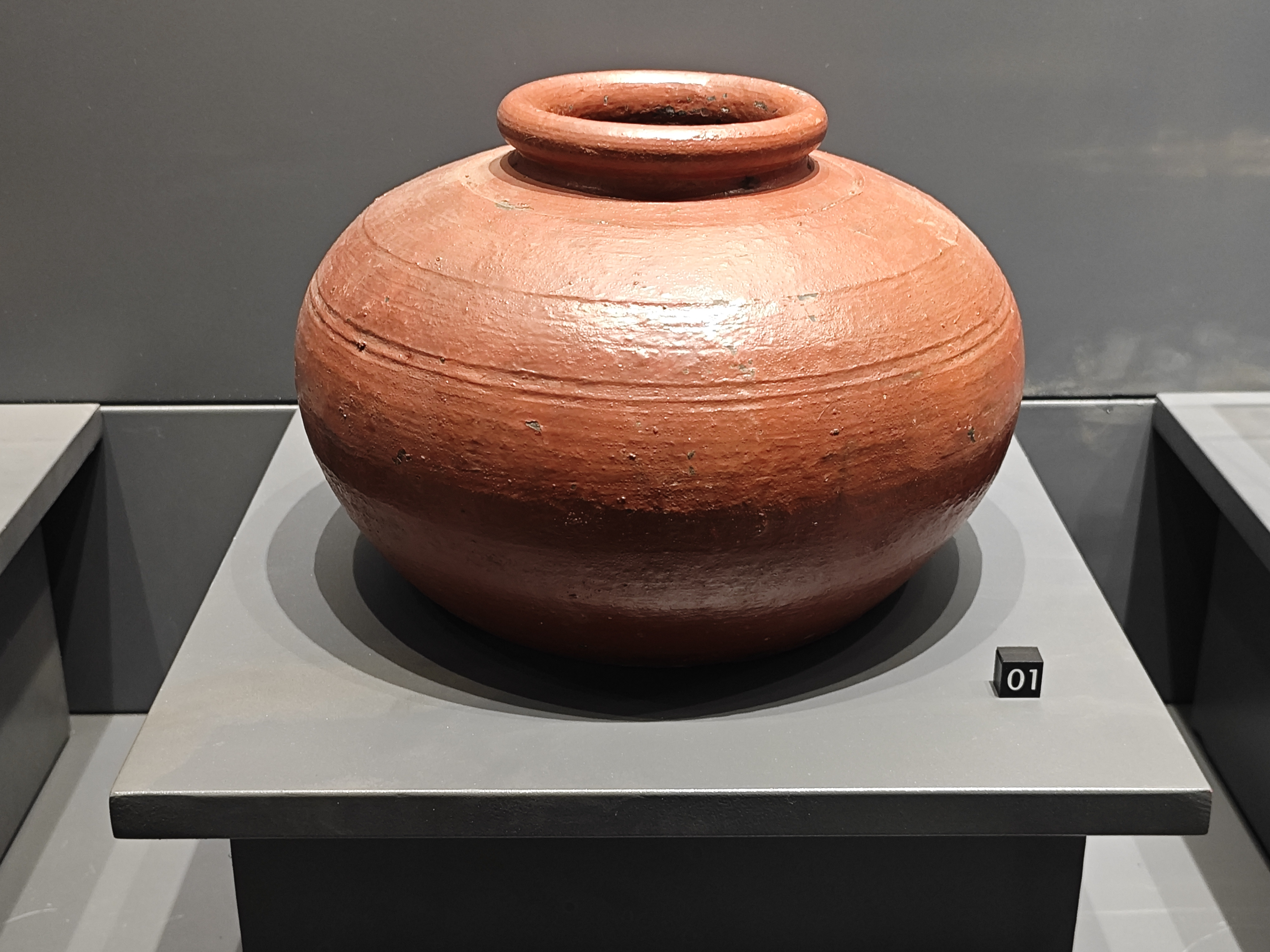
漆陶罐，成都考古中心藏
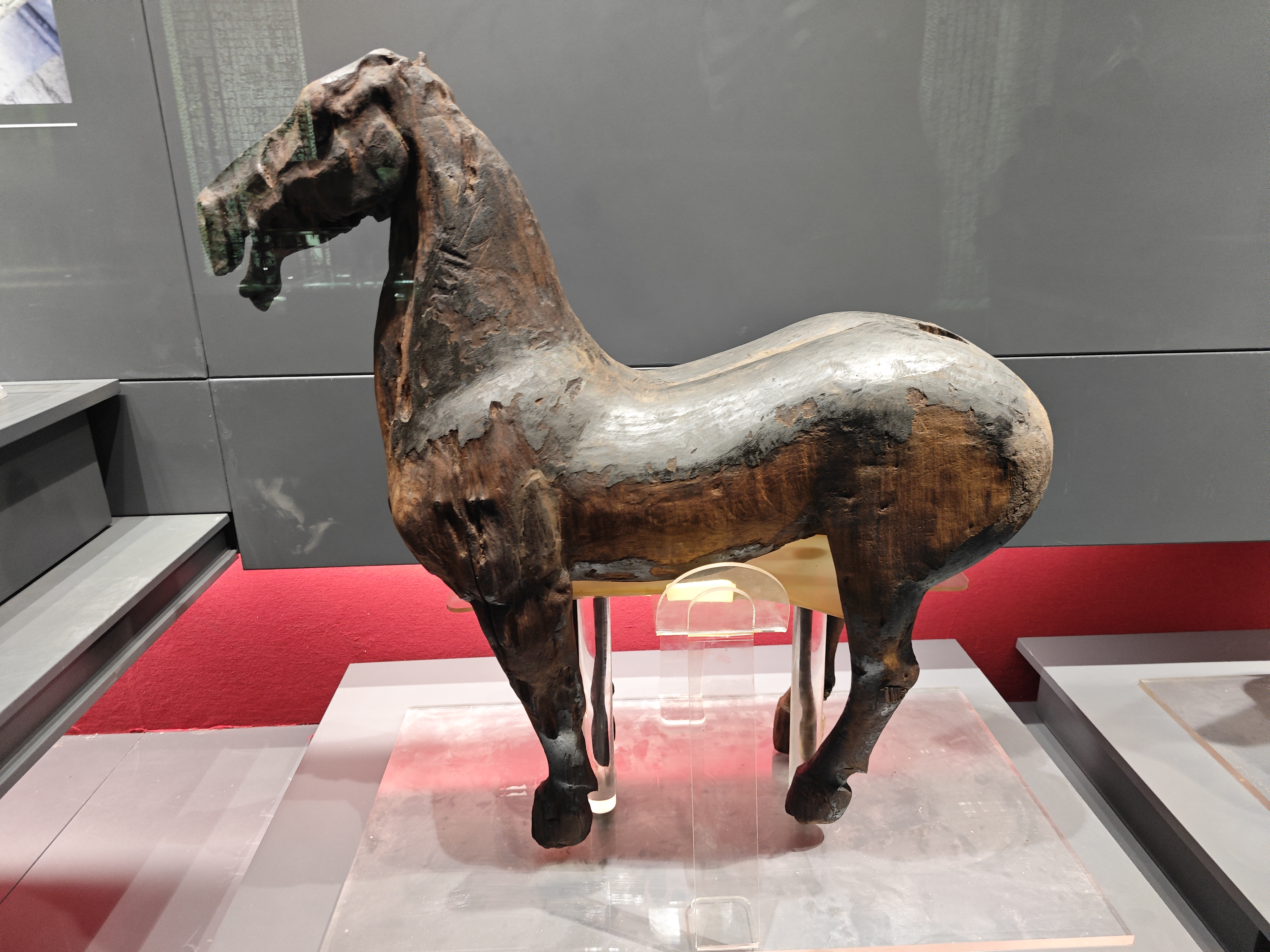
木马，成都考古中心藏

## 外部連結
- 《探索发现》 20180322 成都老官山汉墓（上） （页面存档备份，存于）
- 《探索发现》 20180401 成都老官山汉墓（下） （页面存档备份，存于）